# Cardinal (religion)
Pour les articles homonymes, voir Cardinal.

Ornements extérieurs de l'écu d'un cardinal.

Un cardinal (du latin cardinalis, principal) est un haut dignitaire de l'Église catholique choisi par le pape et chargé de l'assister. Il fait partie du Collège des cardinaux (anciennement appelé « Sacré Collège », jusqu'en 1983). Le titre précis est « cardinal de la Sainte Église romaine » (Sanctæ Romanæ Ecclesiæ cardinalis) ; les cardinaux forment la plus haute sphère de l'Église catholique.

## Histoire
Déjà, dans l'Empire romain depuis Théodose, le titre de cardinalis était donné à des officiers de la couronne, à des généraux d'armée, au préfet du prétoire en Asie et en Afrique, parce qu'ils remplissaient les principales charges de l'empire.
Les cardinaux étaient à l'origine les membres du clergé de Rome, dépendants de l'évêque de Rome qu'ils avaient la charge d'élire. On distinguait trois ordres de cardinaux : les cardinaux-évêques des diocèses circonvoisins (évêchés suburbicaires), les cardinaux-prêtres, titulaires des paroisses ou titres de la ville de Rome, et les cardinaux-diacres, responsables des diaconies romaines.
En 1059, lors du Synode de Latran au moment de la réforme grégorienne de l'Église, le pape Nicolas II définit avec plus de précision leur statut et leur accorda un rang supérieur aux autres évêques de l'Église. En particulier, il fit des cardinaux les seuls électeurs du pape, leur choix étant toujours théoriquement confirmé par l'acclamation du clergé et du peuple romain.
Avec Urbain II (1088-1099), le consistoire, qui ne réunit alors que les cardinaux-prêtres, prend le pas sur le Synode du diocèse de Rome et devient un véritable lieu de décision. C'est à partir de là qu'on peut parler de Sacré Collège en tant que corps véritablement constitué.
En 1150, sous le pontificat d'Eugène III, est établi le Sacré Collège, rassemblant l'ensemble des cardinaux. Au fil des siècles, leur nombre augmente passant d'une dizaine à un peu plus de deux cents, et leur origine se diversifie avec l'expansion du catholicisme.
En 1179, le pape Alexandre III fit adopter par le IIIe concile du Latran la règle, encore en vigueur, de la majorité des deux tiers pour l'élection d'un nouveau pape. En 1181, les cardinaux prêtres de Rome acquirent le pouvoir d'élire seuls le pape, à l'exclusion du clergé et du peuple de Rome. Ils obtinrent par là la prééminence sur les évêques.
En 1245, au concile de Lyon, les cardinaux obtiennent le port du chapeau (supprimé en 1969) tandis qu'en 1291 Boniface VIII leur accorde la soutane rouge. Enfin, en 1464, ils obtiennent le privilège de porter la barrette, signe distinctif des docteurs en théologie.
En 1586, Sixte Quint dans sa bulle Postquam verus a restreint la nomination des cardinaux à ceux qui ont les ordres mineurs depuis au moins un an et fixa à 70 le nombre des cardinaux, en mémoire des 70 vieillards choisis par Moïse et les divisa en trois sections : six cardinaux-évêques, cinquante cardinaux-prêtres, quatorze cardinaux-diacres.
En 1917, le nouveau Code de droit canonique a réservé la dignité aux prêtres.
Jusqu'en 1962, les cardinaux de l'ordre diaconal étaient prêtres, mais depuis cette date, ils doivent toujours recevoir la consécration épiscopale, sauf dispense spéciale du pape. Le Code de droit canonique de 1983 reprend cette mesure. Cependant, une dispense spéciale du pape est possible : c'est ainsi que Jean-Paul II a créé cardinaux des prêtres qui n'ont pas été consacrés évêques par la suite, par exemple les pères conciliaires Henri de Lubac, jésuite, et Yves Congar, dominicain, ainsi qu'un certain nombre de cardinaux récents non électeurs. En revanche, tous les cardinaux actuellement électeurs ont reçu la consécration épiscopale.
Depuis 1975, seuls les cardinaux de moins de 80 ans peuvent voter et le nombre de cardinaux électeurs est limité à cent vingt, limite franchie par le pape François puisqu'il y avait cent trente-cinq électeurs à sa mort (dont cent trente-trois présents au conclave de mai 2025).

## Le Collège cardinalice
Le Collège cardinalice ou Collège des cardinaux, appelé autrefois Sacré Collège, est l'ensemble des cardinaux de l'église catholique. Il est présidé par un doyen. Le nombre de cardinaux, qui a varié au cours de l'histoire, est de 253 depuis le 7 décembre 2024 sous le pontificat de François.
Le Collège comprend trois ordres dont la hiérarchie n'est que protocolaire : l'ordre épiscopal, l'ordre presbytérien et l'ordre diaconal.

## Création cardinalice
Les cardinaux sont « créés » (terme issu du droit romain désignant la nomination d'un magistrat, signifiant que la dignité émane de leur personne, et ne vise pas à pourvoir un poste ou une fonction vacante) par décret du pape publié devant le Collège des cardinaux réunis en consistoire, en tant qu'« hommes remarquables par leur doctrine, leurs mœurs, leur piété et leur prudence dans la conduite des affaires ». S'ils doivent posséder au moins le presbytérat, en pratique ils doivent être évêques : ceux qui ne sont pas encore évêques doivent recevoir la consécration épiscopale. Cependant, des dérogations papales ont déjà été accordées, permettant à des prêtres créés cardinaux alors qu'ils avaient déjà atteint l'âge de 80 ans de ne pas être consacrés évêques. Cela a été le cas par exemple pour le cardinal français Albert Vanhoye et le cardinal albanais Ernest Simoni.
On dit d'une personne nouvellement nommée qu'elle est « élevée à la pourpre cardinalice » en référence à la couleur rouge des vêtements de cardinal.
En fait, la nomination de cardinaux est une indication politique sur le pontificat en cours et la future élection, les cardinaux étant chargés d'élire le pape. Dans l'histoire, elle a aussi été une manière d'honorer les cadets de grandes familles royales ou nobles et de récompenser des proches. Cet état de fait était désigné sous le nom de népotisme, du latin nepos, le neveu. Le pape choisissait un de ses neveux qu'il créait cardinal afin de faire entrer sa parenté dans la « carrière » ecclésiastique.

### Consistoire ordinaire public pour la création de nouveaux cardinaux

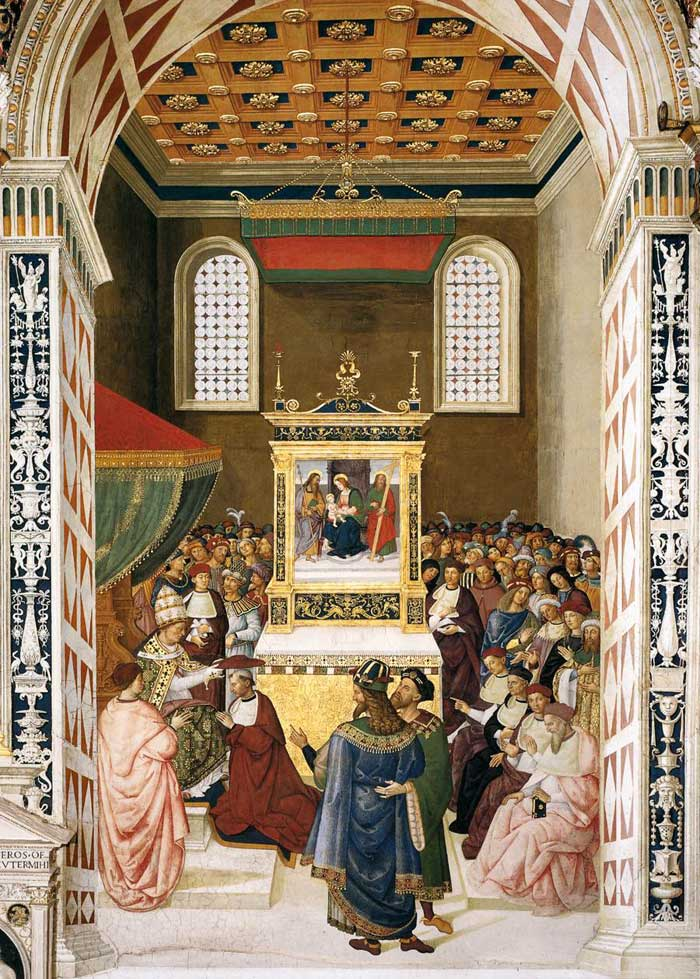
Le pape Calixte III crée un cardinal : Enea Piccolomini, futur Pie II.

Le consistoire pour la création des nouveaux cardinaux se déroule actuellement selon le rite introduit à l'occasion du consistoire du 28 juin 1991. Après le salut liturgique, le pape lit la formule de création et proclame les noms des nouveaux cardinaux. Le premier d'entre eux s'adresse alors au Saint-Père au nom de ses collègues. Suivent la liturgie de la Parole, l'homélie papale, la profession de Foi et le serment. Chaque nouveau cardinal s'approche ensuite du pape et s'agenouille devant lui pour recevoir la barrette, puis son titre cardinalice ou sa diaconie :
- le pape place la barrette sur la tête de l'impétrant, en disant : « Reçois cette pourpre en signe de la dignité et de l'office de Cardinal, elle signifie que tu es prêt à l'accomplir avec force, au point de donner ton sang pour l'accroissement de la foi chrétienne, pour la paix et l'harmonie au sein du Peuple de Dieu, pour la liberté et l'extension de la Sainte Église catholique et romaine » ;
- le pape remet à chaque nouveau cardinal une église de Rome (titre ou diaconie) en signe de participation à la mission pastorale du pape sur l'Urbs ;
- le rite prévoit ensuite la remise de la bulle de création des cardinaux, l'assignation du titre ou de la diaconie et l'échange du baiser de paix avec les autres élus et tous les autres membres du collège cardinalice.

Le rite se termine par la prière universelle, le Notre Père et la bénédiction finale.
Ensuite, le pape concélèbre avec les nouveaux cardinaux auxquels il remet l'anneau cardinalice « signe de dignité, de sollicitude pastorale et d'une plus étroite communion avec le Siège de Pierre ».

### Cardinalin pectore
Le pape peut également choisir de ne pas divulguer le nom du nouveau cardinal, c'est ce qu'on appelle un cardinal in pectore (« gardé secret », littéralement « dans le secret de son cœur »). Quand son nom est publié par le pape, ce cardinal obtient la préséance à partir du jour de la réservation in pectore. Cette formule est généralement adoptée pour honorer des prélats dont la nomination présente des risques, par exemple en raison de la situation politique du pays dont ils sont ressortissants ou résidents. À la mort du pape, les noms des cardinaux in pectore repris dans le testament peuvent être divulgués.

## Insignes

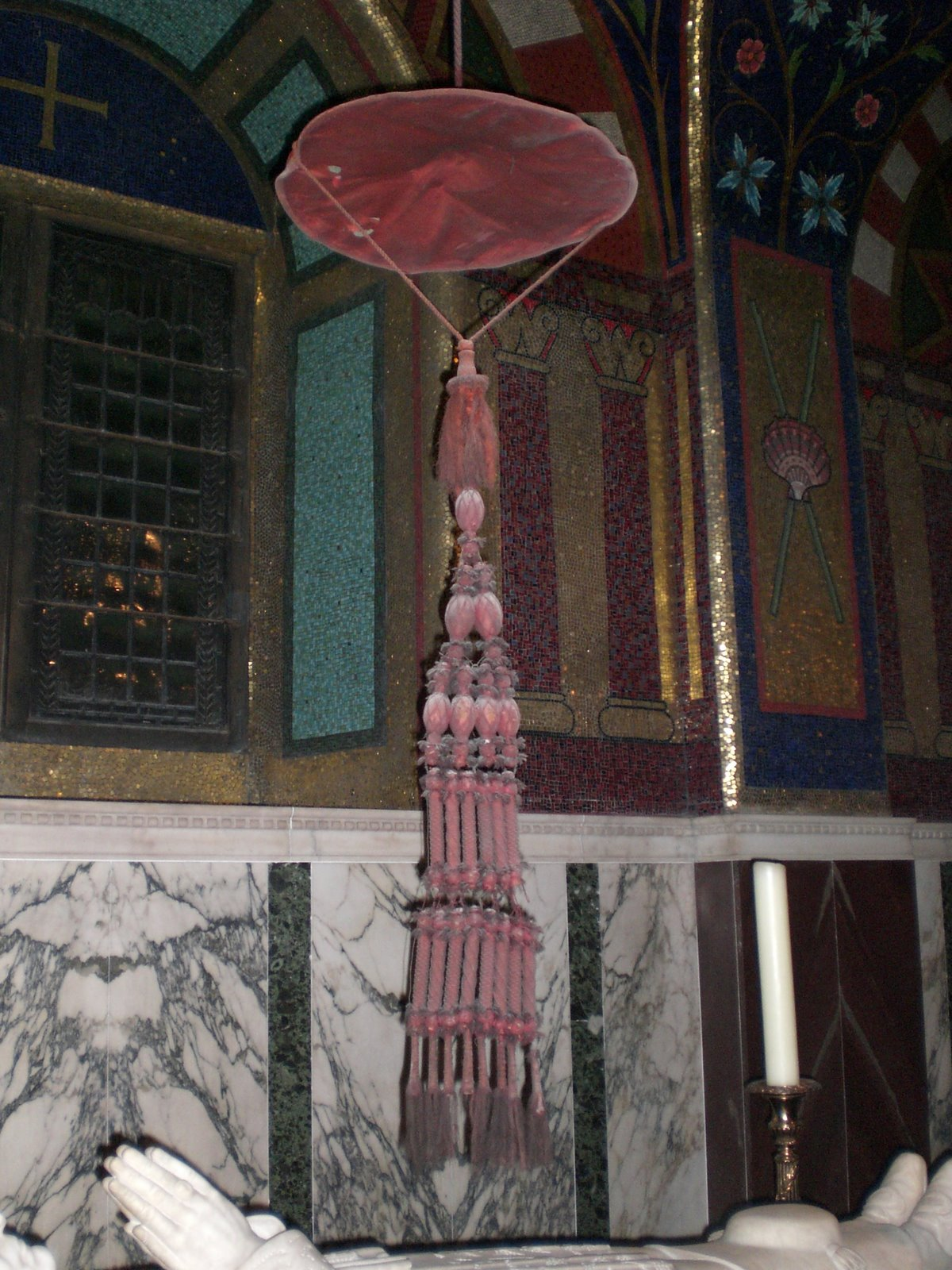
Galero cardinalice suspendu au-dessus de la sépulture d'un cardinal.

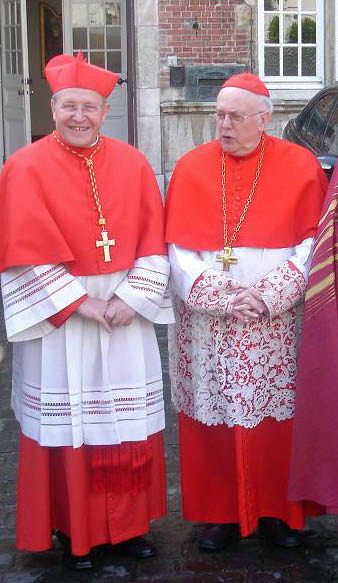
Les cardinaux Walter Kasper (gauche) et Godfried Danneels (droite) portant leurs vêtements de chœur : coiffés de la barrette cardinalice et de la calotte, une croix pectorale sur leur poitrine, leurs mozettes recouvrent un rochet (surplis blanc à dentelle) et une soutane rouge.

L'insigne distinctif des cardinaux est la couleur rouge (dite « pourpre cardinalice »), couleur du Sénat romain, du pouvoir, du prestige et de l'autorité, rappelant le sang versé par le Christ à travers sa Passion. C'est le pape Innocent IV, lors du premier concile de Lyon en 1245 qui donna la pourpre et le chapeau rouge aux cardinaux.
Ils portent soit la soutane rouge avec une barrette ou une calotte rouge et une mozette rouge, soit une soutane et une mozette noires avec des liserés et des boutons rouges.
Les cardinaux portent l'anneau, qui traditionnellement est de saphir et, même s'ils n'ont pas reçu la consécration épiscopale, ils utilisent la croix pectorale, la crosse et la mitre.
Jusqu'à l'Instruction Ut sive sollicite du 31 mars 1969, ils portaient également le chapeau cardinalice rouge,, le galero, grand chapeau plat d'où pendaient des houppes de chaque côté, qui leur était imposé en consistoire. C'est ce dernier que l'on retrouve dans les armoiries des cardinaux. Dans la pratique, ce chapeau ne servait plus guère que deux fois, le jour de la création du cardinal et après son décès, où il était déposé au pied du lit funèbre et suspendu ensuite au plafond au-dessus du tombeau. La tradition veut que le moment où le galero se détache et tombe à terre soit considéré comme l'instant où l'âme du défunt cardinal entre au Paradis. De nos jours, le pape - ou l'ablégat quand la cérémonie n'a pas lieu à Rome - impose la barrette rouge.
Les cardinaux utilisaient trois autres chapeaux, un de couleur noire et de la forme usuelle dite du chapeau romain, orné d'une torsade et de glands rouges et or, pour servir en costume de ville, qui peut toujours être porté,, un chapeau de même forme, de velours rouge comme celui du pape, avec une tresse et des glands d'or, qui était porté avec le rochet et la mosette pour sortir de l'église en cérémonie, et un immense chapeau de paille fine recouverte de soie rouge (en italien le galero) qui servait notamment aux processions dans un but utilitaire pour se protéger du soleil.
Pendant les temps de l'Avent et du Carême, ainsi que pendant la vacance du Siège pontifical, ils portaient, en signe de pénitence ou de deuil, des vêtements violets, assez semblables à ceux des évêques, dont ils ne différaient que par la couleur du fileté et des boutons.
Les religieux, tout en portant la calotte, la barrette et le chapeau rouges, conservaient pour le reste des vêtements la couleur propre à leur ordre, les dominicains, les camaldules, les chartreux, le blanc, les augustins et les bénédictins, le noir, les capucins, le marron, les franciscains de l'Observance, le gris, cendré ou perle.
Les patriarches des Églises catholiques orientales utilisent la couleur rouge, mais conservent la forme des vêtements de chœur propres à leur rite.

## Titulature
Les cardinaux jouissent du prédicat d'Éminence (S. Ém.) par décret du 10 juin 1630 d'Urbain VIII, qui leur est exclusivement réservé et qui complète la liste des honneurs qui leur sont dus en raison de leur qualité de princes de l'Église.
La titulature complète en latin est Eminentissimus ac Reverendissimus Dominus [Prénom en latin] Sanctæ Romanæ Ecclesiæ cardinalis [Nom en latin (lorsque celui-ci est traduisible)] : Son Éminence révérendissime Monseigneur [Prénom] Cardinal [Nom] de la Sainte Église romaine.
Plus couramment, on parle de Son Éminence le cardinal N.
Ils signent de leur prénom suivi de Card. ou Cardinal, puis de leur nom (ex. Petrus Card. Palazzini).
La formule d'appel est Monsieur le Cardinal.
Le traitement, notamment dans la correspondance, est : Votre Éminence. Il s'emploie à la troisième personne du singulier. L'emploi du prédicat Éminence en lieu et place de la formule d'appel Monsieur le Cardinal ou Éminentissime Seigneur est également erroné. On dira par exemple : « Monsieur le Cardinal, plairait-il à Votre Éminence d´honorer de sa présence la conférence qui sera donnée... ».
La formule de politesse finale est, par exemple : J'ai l'honneur d'être, Monsieur le Cardinal, de Votre Éminence, le très humble (ou très dévoué) serviteur.
La suscription des enveloppes sera : Son Éminence le Cardinal N., archevêque de....

## Privilèges
Les cardinaux qui se trouvent hors de Rome et hors de leur propre diocèse sont exempts, en ce qui concerne leur propre personne, de la juridiction de l'évêque du diocèse où ils se trouvent.
Ils ont partout préséance, sauf en présence du pape, et peuvent officier pontificalement dans toutes les églises hors de Rome en faisant usage de la cathèdre (c'est-à-dire comme s'ils étaient évêques du lieu en question).
Même s'ils n'ont pas reçu la consécration épiscopale, les cardinaux sont traditionnellement convoqués au concile œcuménique. L'actuel code de droit canonique ne les mentionne plus explicitement, mais prévoit qu'en plus des évêques, d'autres personnes non revêtues de la dignité épiscopale, puissent y être appelées. Le code de 1917 leur donnait un droit de suffrage délibératif.
Ils peuvent être enterrés dans les églises.
Malgré l'étiquette due à leur rang de Princes de l'Église, assimilables qu'ils sont aux Princes de sang, le concile Vatican II a considérablement réduit les privilèges accordés à ses plus hauts prélats, réduisant notamment la traîne cardinalice cérémoniale de 12 à 8 mètres et supprimant l'obligation de réserver un compartiment entier lors des déplacements ferroviaires, ayant également aboli l'obligation pour un cardinal en place de résider dans un palais comportant au moins une salle du Trône et une salle d'attente ainsi que deux escaliers distincts, l'un noble et l'autre de service, l'appartement privé ne devant être, avant la réforme, qu'une exception, ceci non par orgueil mais dans la mesure où l'Église considérait jadis que « plus le prestige du Sacré Collège sera élevé dans l'estimation générale, plus sera grand l'honneur rendu au Souverain Pontife et au Sacré Collège ».

## Records

### Cardinaux centenaires
- Jorge da Costa (1406-1508), environ 102 ans
- Corrado Bafile (1903-2005), 101 ans et 214 jours
- Loris Francesco Capovilla (1915-2016), 100 ans et 225 jours
- José de Jesús Pimiento Rodriguez (1919-2019), 100 ans et 197 jours

### Cardinaux de moins de 20 ans
Liste non exhaustive :
- Louis Antoine de Bourbon (1727-1785) plus jeune fils de Philippe V le Brave, créé cardinal et archevêque de Tolède en 1735 à 8 ans, il renoncera à l'état clérical en 1754
- Jean de Médicis (1475-1521) deuxième fils de Laurent le magnifique, élu pape sous le nom de Léon X et crée cardinal en 1489 à 13 ans
- Alexandre Farnèse (1520-1589), crée cardinal en 1534 à 14 ans par son grand-père, le pape Paul III
- Alessandro Damasceni Peretti (1570-1623) crée cardinal en 1585 à 15 ans par son grand-oncle, le pape Sixte V
- Raffaele Sansoni Riario (1461-1521) crée cardinal en 1477 à 16 ans par son grand-oncle, le pape Sixte IV
- César Borgia (1475-1507) crée cardinal en 1492 à 17 ans par son père, le pape Alexandre VI. Il est le premier cardinal de l'histoire à démissionner de ses fonctions en 1498.
- Innocenzo Ciocchi del Monte (1532-1577) crée cardinal en 1550 à 18 ans par son oncle adoptif, le pape Jules III
- Pierre Roger de Beaufort devenu le pape Grégoire XI (1329-1371) crée cardinal en 1348 à 19 ans par son oncle, le pape Clément VI

### Cardinalats pendant plus de 45 ans
Liste provisoire :
- Henri Benoît Stuart (1725-1807), 60 ans et 10 jours de 1747 à 1807
- Alessandro Albani (1692-1779), 58 ans et 148 jours de 1721 à 1779
- Giovanni Francesco Albani (1720-1803), 56 ans et 158 jours de 1747 à 1803
- Alexandre Farnèse (1520-1589), 54 ans 2 mois et 10 jours de 1534 à 1589
- Napoléon Orsini (1263-1342), 53 ans et 312 jours de 1288 à 1342
- Pietro Francesco Orsini (1649-1730), 52 ans et 96 jours de 1672 à 1724, élu Pape Benoît XIII
- Carlo Oppizzoni (1769-1855), 51 ans et 18 jours de 1804 à 1855
- Benedetto Pamphilj (1653-1730), 48 ans et 202 jours de 1681 à 1730
- Manuel Gonçalves Cerejeira (1888-1977), 47 ans et 229 jours de 1929 à 1977
- Pedro Martínez de Luna (1329-1423), également antipape Benoît XIII, 47 ans et 154 jours de 1375 à 1423
- Jacinto de Bobone (1106-1198), 47 ans 45 jours de 1144 à 1191, élu Pape Célestin III
- Tommaso Ruffo (1663-1753), 46 ans et 275 jours de 1706 à 1753
- Francesco Carafa della Spina di Traetto (1722-1818), 45 ans et 154 jours de 1773 à 1818
- Domenico Orsini d'Aragona (1719-1789), 45 ans et 123 jours de 1743 à 1789
- Franz König (1905-2004), 45 ans et 89 jours de 1958 à 2004